# Joe Lewis (imprenditore)
Joseph C. Lewis (Londra, 5 febbraio 1937) è un imprenditore inglese. Il patrimonio totale di Lewis è stimato attorno ai 5,3 miliardi di dollari americani, e nella lista dei miliardari di Forbes 2022 è considerato la 490ª persona più ricca. Forbes ha riportato, nel marzo 2018, che Lewis sia la dodicesima persona più ricca del Regno Unito.

## Biografia
Lewis nacque in una famiglia ebrea nel quartiere di Bow a Londra. Lasciò la scuola a quindici anni per aiutare il padre nella sua attività di catering nel West End, Tavistock Banqueting. Quando ne prese le redini, la espanse rapidamente vendendo beni di lusso a turisti americani, e prese proprietà del club del West End "Hanover Grand", dove diede a Robert Earl il suo primo lavoro. In seguito vendette l'attività nel 1979 per cominciare il suo patrimonio.
Famoso per essere il proprietario di uno dei club più importanti della Premier League, il Tottenham Hotspur e della compagnia d'investimento britannica ENIC Group, che dal 1997 al 2004 controllava anche il Vicenza Calcio.
Viene classificato dalla rivista Forbes come il 490º uomo più ricco del mondo e il settimo in Inghilterra con un patrimonio di 5,3 miliardi di dollari.

## Scambio di valuta estera
Dopo aver venduto l'attività di famiglia alla fine degli anni settanta, Lewis si spostò nel campo dello scambio di valuta estera negli anni ottanta e novanta, risultando nel suo trasferimento alle Bahamas. Nel settembre 1992, Lewis iniziò a lavorare con George Soros per scommettere sulla caduta della sterlina. L'evento, poi nominato "Mercoledì nero", rese Lewis molto ricco, e secondo alcuni guadagnò più di Soros. Lewis è ancora un trader di valuta estera attivo.

## Tavistock Group
Lewis è l'investitore principale del Tavistock Group, che possiede più di 200 società in 15 paesi. Il portafoglio di Tavistock Group include:
- Lake Nona Medical City
- Scienze biologiche
- Squadre sportive: Tottenham Hotspur tramite ENIC Group. In passato possedeva azioni in Glasgow Rangers F.C., Slavia Praga e Vicenza Calcio
- Eventi sportivi: Tavistock Cup, Isleworth Collegiate Invitational
- Manufattura e distribuzione: Top Outlet
- Petrolio, gas e energia: BayCorp, Pampa Energia
- Servizi finanziari
- Ristoranti: Freebirds World Burrito, Abe & Louie's, Mitchells & Butlers plc, Zed451
- Proprietà commerciale: Tamar Capital, Bulgarian Property Development
- Proprietà di residenze private di lusso: Isleworth Golf & Country Club, Lake Nona Golf & Country Club
- Proprietà di resort: Albany, Harmony Cove, The St. Regis Atlanta

### Proprietà
Lewis ha ospitato il torneo Tavistock Cup ogni marzo dal 2004 fino al 2013, in Florida, raccogliendo milioni di dollari in fondi per beneficenza; è inoltre proprietario di tre dei sei club che hanno partecipato alla competizione nel 2013: Albany, Lake Nona Golf & Country Club e Isleworth Golf & Country Club. Lewis ha costruito una comunità basata sul gold nelle Bahamas chiamata Albany, che aprì nell'ottobre del 2010. Anche Tiger Woods e Ernie Els sono azionisti di maggioranza nella comunità di resort di lusso situata a New Providence. Lewis ha fatto un investimento di 70 milioni di sterline in un progetto di sviluppo immobiliare bulgaro.

#### Lake Nona Medical City
Lewis contribuì a Lake Nona, che ricopriva 7000 acri accando all'aeroporto internazionale di Orlando, con donazioni e proprietà del valore di 100 milioni di dollari, aiutando a coltivare l'area fino a diventare una comunità di larga scala offrendo infrastrutture per insegnamento e ricerca, ospedali per veterani e bambini, un centro cittadino, e una varietà di aree lavorative e opzioni residenziali.

#### Lago Escondido e controversia
Da quando Lewis comprò una proprietà nella provincia del Río Negro, in Argentina, l'accesso pubblico al lago Escondido è stato oggetto di discussione. La legge argentina sostiene che ogni corso d'acqua sia pubblico e debba avere libero accesso. Nel 2009, Lewis ricevette ordine dal Superior Tribunal de Justicia di creare e mantenere un accesso al lago, con "sufficienti segnalazioni, e mantenerlo transitabile", ma l'ordine non fu mai applicato. Un rappresentante di Lewis, Van Ditmer, ha annunciato: "Difenderemo la proprietà privata con la Winchester in mano; col sangue, se necessario".
La proprietà di Lewis circonda il lago. Nonostante alcuni abbiano richiesto che un altro percorso di montagna sia costruito per accedere al lago, El Consejo de Ecología y Medio Ambiente de Río Negro non ha supportato la costruzione di un altro passaggio, poiché avrebbe potuto portare danno all'area naturale protetta.
Al momento, Lewis sta considerando di utilizzare un'enorme area protetta, quattro volte le dimensioni della città di Buenos Aires, per un altro progetto di sviluppo di proprietà privato, contro la volontà degli autoctoni. La proprietà fu comprata per 69 pesos all'ettaro, oggi circa 4 dollari. Questo prezzo basso fu raggiunto usando il nome di un "poblador" locale sul contratto, che in seguito fu trasferito a Lewis. È stato suggerito che la proprietà del lago Escondido sia necessaria per fornire acqua e energia (idraulica) a questa nuova proprietà, rinominata lo stato privato in Patagonia. Nel gennaio 2017, nuove proteste contro questo progetto sono iniziate a El Bolson.

### Bear Stearns
Il 10 settembre 2007, Lewis pagò 860,4 milioni di dollari in un acquisto in contanti del 7% di azioni in Bear Stearns. Entro dicembre 2007, Lewis aveva aumentato la sua percentuale fino al 9,4%, un totale di 11 milioni di azioni, per cui pagò in media 107 dollari ciascuna. Dopo l'acquisizione di Bear Stearns da parte di JP Morgan per 10 dollari per azionie, è stato stimato che Lewis abbia perso 1,16 miliardi di dollari nel suo investimento.

### Mitchells & Butlers
Lewis è il più grande azionista della catena di pub britannica Mitchells & Butlers, controllando il 26,85% tramite il suo veicolo di investimento Piedmont, che ha costruito dal 2008. Il 27 agosto 2011 fu riportato che Lewis avesse fatto una proposta a sovrapprezzo zero di 224 pence per azione. In seguito, il 12 settembre 2011, ha rivelato che aveva considerato aumentare la sua offerta precedente fino a 230 pence per azione, un sovrapprezzo del 4,5%. Nonostante ciò, i membri indipendenti del consiglio di Mitchells &Butlers rifiutarono l'offerta poiché "sottovalutava notevolmente" la società.

## Vita privata
Lewis è stato sposato due volte. Il suo primo matrimonio con Esther Browne terminò in un divorzio. Ebbero due figli: Vivienne Lewis Silverton è considerata sua "erede" e fa parte del consiglio di amministrazione di Tavistock; è divorziata da Toby Silverton, precedentemente al vertice di Bristol Cars, che in passato era completamente sotto proprietà di Tavistock. Charles Lewis vive in Argentina, ed è sposato con Jane Lewis.

## Collezione d'arte
La collezione d'arte di Lewis ha un valore stimato intorno a un miliardo di dollari, e include opere di Picasso, Matisse, Lucian Freud e dello scultore Henry Moore. Nel 2008, Lewis ha comprato il Trittico 1974-1977 di Francis Bacon per 26,3 milioni di dollari, al tempo stabilendo un record per i pezzi d'arte del dopoguerra comprati in Europa. Nel novembre 2018, Lewis ha venduto il suo "Portrait of an Artist (Pool with Two Figures)" di David Hockney per 90,3 milioni di dollari, all'asta di Christie's.
Al momento, Lewis è il proprietario di diverse versioni dell'iconico Toro di Arturo Di Modica, ma non l'originale, che l'artista aveva installato nel cuore della notte il 15 dicembre 1989, a Wall Street, senza il permesso delle autorità.